# Vörös veréb (könyv)
A Vörös veréb (eredetileg angolul Red Sparrow) Jason Matthews nyugalmazott CIA-tiszt 2013. június 4-én kiadott kémregénye. A Vörös veréb-trilógia első kötete. A trilógia további részei: Az árulás palotája (2018), A Kreml jelöltje (2018). Magyarországon 2017-ben az Agave Könyvek gondozásában jelent meg a könyv. A könyvet magyar nyelvre fordította Fazekas László.
A könyv alapján készült filmet Magyarországon forgatták.

## Magyarul
- Vörös veréb (Agave Könyvek, Budapest, 2017) Fordította: Fazekas László. ISBN 978 963 41 92 69 5